# Osthelderiella
Osthelderiella là một chi bướm đêm thuộc phân họ Olethreutinae trong họ Tortricidae.

## Các loài
- Osthelderiella amardiana Obraztsov, 1961